# Évêché titulaire d'Aquae Thibilitanae
Aquae Thibilitanae est le nom d'un diocèse de l'église primitive aujourd'hui désaffecté.
Son nom est utilisé comme siège titulaire pour un évêque chargé d'une autre mission que la conduite d'un diocèse contemporain.
Il est actuellement porté par Mgr Yves Bescond, évêque auxiliaire émérite de Meaux.

## Situation géographique
Le siège de diocèse était situé à Hammam Meskoutine (Algérie), en Numidie, et le diocèse était entre la Tunisie et l'Algérie actuelles.

## Liste des évêques contemporains titulaires de ce diocèse
| Début      | Fin        | Nat. | Nom                    | Fonction exercée                           |
| ---------- | ---------- | ---- | ---------------------- | ------------------------------------------ |
| 03/07/1965 | 19/11/1969 |      | Mgr Jesús Maria Pellin | Évêque auxiliaire de Caracas               |
| 31/12/1969 | 10/12/1970 |      | Mgr Charles Guilhem    | Évêque émérite de Laval                    |
| 26/01/1971 | 23/08/2018 |      | Mgr Yves Bescond       | Évêque auxiliaire de Corbeil puis de Meaux |

## Sources
- (en) Fiche sur le site catholic-hierarchy.org